# Liste des comtes de Vienne
Le comte de Vienne est un titre de noblesse associé au territoire du comté de Vienne, relevant successivement du royaume de Provence, puis du royaume de Bourgogne, du Saint-Empire romain germanique jusqu'à l'annexion de Vienne en 1450 au royaume de France.
L'article présente les différents porteurs du titre, selon les périodes, avec les premiers comtes de Vienne (IXe-début du XIe siècle), puis les comtes de Mâcon et de Vienne (vers 1146-1227), jusqu'au dernier comte de Vienne de la famille de Neublans d'Antigny (1277), et les archevêques et comtes de Vienne.

## Liste des premiers comtes de Vienne
- v. 844 : Archambaud[3] ;
- 844 — 870 : Girard II, duc et comte de Vienne et de Lyon en 844, duc de Provence en 855, qui cède la ville de Vienne en décembre 870 à Charles le Chauve[4],[5] ;
- 871 — 887 : Boson de Provence, gouverneur du Lyonnais et du Viennois, comte de Vienne en 871 par Charles le Chauve[4],[6], roi de Provence en 879 ;
- ?? — après 925 : Siboud[7], fils d'Engelbert, vicomte de Vienne et d'Emelt ;
- ?? — après 943 : Teutbert ou Théobald, frère du précédent, marié avec Aimenrada décédée avant 954[8],[9] ;
- 903 — 947 : Hugues d'Arles, comte d'Arles et de Vienne en 903, marquis de Provence en 911[4], devient roi d'Italie en 926, mais reste marquis de Viennois en cédant son titre de comte de Vienne la même année au fils de Louis III, Charles-Constantin[10] ;
- 926 — 962 : Charles-Constantin (905/10-962)[1],[10],[11], fait hommage en 931 au roi Raoul de France. Il reste toutefois sous la tutelle de Rodolphe II de Bourgogne, puis de son fils Conrad III qui, sous l'influence d' Otton Ier, réunit les royaumes de Bourgogne et de Provence dans le royaume des Deux Bourgognes et installe sa capitale à Vienne ;
- 928 — 931 : Eudes de Vermandois-Vexin, nommé par Hugues d'Arles, cité par Flodoard[1] ;
- ca. 980 : un autre comte Humbert, sans doute fils du comte Charles-Constantin[12].

## Liste issue des comtes de Mâcon et de Vienne (vers 1146-1277)
- vers 1146 — 1155 : Guillaume III de Mâcon ;
- 1155 — 1184 : Géraud Ier de Mâcon ;
- 1184 — 1224 : Guillaume IV de Mâcon, fils du précédent ;
- 1224 : Géraud II de Mâcon, fils du précédent ;
- 1224 — 1227 : Alix de Mâcon, fille du précédent, dernière comtesse de Mâcon jusqu'en 1239. elle épouse Jean de Dreux comte de Vienne par son mariage (fils du comte Robert II de Dreux et de Braine) sans postérité ;
- 1227 — 1233 : Henry (Ier) de Mâcon, fils de Guillaume IV de Mâcon ;
- 1233 — 1247 : Guillaume (V) de Mâcon, chanoine à Mâcon et doyen de Saint-Etienne de Besançon, excommunié en 1233. Fils de Guillaume IV de Mâcon ;
- 1247 — 1277 : Hugues de Vienne (Hugues IV de Neublans d'Antigny) seigneur de Pagny et comte de Vienne héritier par sa mère, Béatrix de Mâcon fille de Guillaume IV de Mâcon 1247-1250, épouse d'Hugues d'Antigny, seigneur d'Antigny et de Pagny.

## Archevêques-comtes de Vienne (1023-1450)

### Archevêques auXIesiècle
- Bienheureux Burchard/Brochard v.1010-v.1030
- Léger (Léodégar ou Leodegarius) de Clérieu  1030-1070
- Armand 1070-1076
- Warmond 1077-1081
- Gontard 1082-1084
- Guy de Bourgogne 1084-1119, devenu ensuite le pape Calixte II (1119-1124)

### Archevêques auXIIesiècle
- Pierre I  1121-1125
- Étienne I  v.1125-v.1145
- Humbert d'Albon 1146-1147
- Hugues I  v.1148-1155
- Étienne II v.1155-1163
- Guillaume de Clermont 1163-1166? (maison de Clermont-Tonnerre)
- Robert de La Tour du Pin v.1170-1195 (famille de La Tour du Pin)
- Aynard de Moirans 1195-v.1205

### Archevêques auXIIIesiècle
- Humbert II 1206-1215
- Bournon 1216-1218
- Jean de Bernin  1218-1266, légat du pape
- Guy d'Auvergne de Clermont v.1268-1278
- Guillaume de Livron (ou de Valence)  1283-v.1305

### Archevêques auXIVesiècle
- Briand de Lavieu (Lagnieu)  1306-1317
- Simon d'Archiac 1319-1320, cardinal
- Guillaume de Laudun 1321-1327, devenu ensuite archevêque de Toulouse (1327)
- Bertrand de La Chapelle  1327-1352
- Pierre Bertrand 1352-1362
- Pierre de Gratia  1362-1363, devenu ensuite archevêque de Naples (1363)
- Louis de Villars  1363-1377
- Humbert de Montchal  1377-1395
- Thibaud de Rougemont  1395-1405, devenu ensuite archevêque de Besançon (1405)

### Archevêques auXVesiècle
- Jean de Nant 1405-1423, devenu ensuite archevêque de Paris (1423)
- Jean de Norry 1423-1438
- Geoffroy Vassal  1440-1444, devenu ensuite archevêque de Lyon (1444)
- Jean de Poitiers 1448-v.1452

## Dynastie de Bourgogne
- v. 1184 — 1237 : André Dauphin, dit Guigues VI de Viennois, dauphin, comte de Vienne, d'Albon et autres terres du Dauphiné[13] ;
- v. 1225/1229 — 1269 : Guigues VII de Viennois, son fils dauphin en 1237, comte de Vienne et d'Albon à sa majorité en 1243[14] ;
- 1264 — 1282 : Jean Ier de Viennois, son fils, héritier du titre de dauphin, décédé prématurément, comte d'Albon et de Vienne[15].

## Dynastie de la Tour du Pin
- v. 1240 — 1307 : Humbert de La Tour du Pin, dit Humbert Ier de Viennois, par son mariage avec Anne d'Albon, fille de Guigues VII, en 1282, à la mort de son beau-frère Jean Ier[16].
- vers 1280 — 1319:  Jean II de Viennois, fils du précédent, comte de Gapençais,comte d'Albon comte de Vienne, seigneur de la Tour de 1306 à 1319.
- 1309 — 1333 : Guigues VIII de Viennois, fils du précédent, comte d'Albon, comte de Vienne, seigneur de la Tour jusqu'à 1333.
- 1312 — 1355 : Humbert II de Viennois, frère du précédent, comte d'Albon, comte de Vienne, seigneur de la Tour jusqu'à 1349.